# Tipula (Platytipula) hampsoni
Tipula (Platytipula) hampsoni is een tweevleugelige uit de familie langpootmuggen (Tipulidae). De soort komt voor in het Oriëntaals gebied.